# Manfred Starke
Manfred Starke (Windhoek, 21 de fevereiro de 1991) é um futebolista namibiano que atua como meia-atacante. Atualmente joga pelo FSV Zwickau.

## Carreira
Após jogar no SK Windhoek entre 1998 e 2004, Starke mudou-se para Rostock, na Alemanha), aos 13 anos de idade. Foi no país que ele atuou no restante de sua carreira na base, por Hansa Rostock e FSV Bentwisch e também seguiria a carreira profissional.
Em 2010, foi integrado ao time B do Hansa, onde atuou em 64 jogos e fez 17 gols até 2015, sendo relacionado para jogos da equipe principal a partir de 2012 e pela qual jogou 49 partidas, com 4 gols marcados.
Sua melhor fase foi no Carl Zeiss Jena, disputando 122 jogos e fazendo 32 gols. Atuou ainda no Kaiserslautern (23 jogos e um gol) e, desde 2020, defende o FSV Zwickau, equipe da 3. Liga (terceira divisão alemã).

## Seleção Namibiana
Pela Seleção Namibiana, Starke estreou em 2012, contra Ruanda, e ainda disputaria outras 2 partidas no ano seguinte, válidas pelas eliminatórias da Copa de 2014.
Após 6 anos sem atuar pelos Brave Warriors, foi convocado para a Copa Africana de Nações de 2019, disputando 2 jogos pela seleção, que foi eliminada ainda na primeira fase.

## Vida pessoal
É filho de Richard Starke, ex-jogador e ex-treinador do SK Windhoek, e de uma neerlandesa. A irmã do meia-atacante, Sandra (também nascida em Windhoek), disputou o Mundial Sub-17 Feminino de 2010 pela Seleção Alemã